# Congrès de Châtillon
 (septembre 2022).
Si vous disposez d'ouvrages ou d'articles de référence ou si vous connaissez des sites web de qualité traitant du thème abordé ici, merci de compléter l'article en donnant les références utiles à sa vérifiabilité et en les liant à la section « Notes et références ».
Pour les articles homonymes, voir Congrès (homonymie).
Le congrès de Châtillon est une conférence des représentants diplomatiques des grandes puissances européennes qui a lieu à Châtillon-sur-Seine du 5 février au 19 mars 1814.

## Contexte
Depuis le début de l'année 1814, alors que la Campagne de France a débuté, les Alliés ont envahi le territoire de l'Empire et l'armée napoléonienne ne cesse de reculer. Le 5 février, un nouveau congrès pour la paix s'ouvre à Châtillon-sur-Seine, réunissant les quatre grandes puissances alliées et la France. Le comte Stadion, le baron Humboldt et le comte Razoumovski représentent respectivement l'Autriche, la Prusse et la Russie, tandis que le Royaume-Uni est représenté par plusieurs dignitaires dont le ministre Castlereagh. Du côté français, Napoléon a donné carte blanche à son ministre des Relations extérieures, Armand de Caulaincourt, pour négocier un traité de paix. Les conditions posées par les Alliés sont très rudes pour la France : ils exigent qu'elle retrouve ses frontières de 1792 et non les frontières dites naturelles, le Rhin et les Alpes, position longtemps défendue par Napoléon. De même, les Alliés souhaitent tenir la France l'écart des négociations pour la réorganisation de l'Europe, et notamment du sort des États satellites comme le royaume d'Italie.  Caulaincourt rappelle, en vain, que les Alliés eux-mêmes, sous l'inspiration de Metternich, avaient demandé le retour aux frontières naturelles par les propositions de Francfort de novembre 1813 : mais les conditions diplomatiques et stratégiques ont changé en quelques mois au détriment de la France et les Alliés refusent de l'écouter. Dans la nuit du 7 février, Caulaincourt transmet leurs exigences à l'empereur qui refuse de les accepter malgré l'insistance du maréchal Berthier et de Maret.
Tandis que les hostilités se poursuivent, le contact entre la France et les Alliés est maintenu au congrès. L'armée napoléonienne enregistre plusieurs succès qui inquiètent les coalisés. Ces quatre grandes puissances décident de joindre leurs efforts et signent un pacte lors du traité de Chaumont, le 8 mars : elles s'engagent à ne signer aucune paix séparée avec la France et acceptent de continuer le combat jusqu'à la victoire.
Caulaincourt prépare une nouvelle version du projet de paix qu'il présente aux Alliés à Châtillon, prévoyant le retour de la France à ses limites naturelles, Rhin, Alpes et Pyrénées. Il demande aussi la participation de la France au congrès de la paix qui devrait ensuite s'ouvrir pour décider de l'organisation du continent. Ce projet est rejeté en bloc et le congrès est clos le 19 mars. Le dernier espoir de paix disparaît ainsi pour la France. Deux semaines plus tard, l'empereur perd sa capitale lors de la bataille de Paris, il est abandonné par les deux chambres du parlement et les maréchaux, ce qui conduit à son abdication.